# Порто-франко
Порто-франко (итал. porto franco — свободный порт) — порт (или его определённая часть, порто-франковская зона), пользующийся правом беспошлинного ввоза и вывоза товаров. Порто-франко не входит в состав таможенной территории государства. Часто создаётся при сооружении нового порта с целью привлечения грузов и увеличения товарооборота. Большинство международных аэропортов имеют аналогичные зоны, хотя они, как правило, называются интернациональной или таможенной зонами (см. также Магазин беспошлинной торговли).
В Российской империи режим порто-франко действовал в разные годы в Феодосии (1798—1799), Одессе (1819—1858), Батуми (1878—1886), Владивостоке (1861—1909), устьях Оби и Енисея (1870—1879, с ограничениями до 1907 года).
Исторически на смену порто-франко пришли вольные гавани.
В России с октября 2015 года режим порто-франко действует в 15 муниципалитетах Приморского края. Его планируется расширить ещё на ряд портов Камчатского и Хабаровского краев, Сахалинской области, Чукотского автономного округа, а также на базу подводных лодок Тихоокеанского флота в Вилючинске и аэропорт «Елизово» на Камчатке.